# يان ليلا
يان ليلا هو لاعب كرة قدم بلجيكي في مركز الوسط، ولد في 6 نوفمبر 1989 في بلجيكا. شارك مع منتخب بلجيكا تحت 21 سنة لكرة القدم. أما مع النوادي، فقد لعب مع أولمبيك تشارلروا ونادي رويال شارلروا ونادي سيراين.

## وصلات خارجية
- يان ليلا على موقع قاعدة بيانات كرة القدم.إي يو (الإنجليزية)
- يان ليلا على موقع Soccerway.com (الإنجليزية)